# Matthias Beck (Fussballspieler)
Matthias Beck (* 5. Oktober 1981) ist ein ehemaliger liechtensteinischer Fussballspieler.

## Karriere

### Verein
Seine Vereinslaufbahn ist bis auf Stationen beim FC Triesen, beim USV Eschen-Mauren sowie beim FC Triesenberg unbekannt.

### Nationalmannschaft
Beck gab sein Länderspieldebüt in der liechtensteinischen Fussballnationalmannschaft am 27. März 1999 beim 0:5 gegen Ungarn im Rahmen der Qualifikation zur Fussball-Europameisterschaft 2000. Bis 2003 war er insgesamt 19 Mal für sein Heimatland im Einsatz.